# San Fedele Intelvi
San Fedele Intelvi är en ort och frazione i kommunen Centro Valle Intelvi i provinsen Como i regionen Lombardiet i Italien. 
San Fedele Intelvi upphörde som kommun den 1 januari 2018 och bildade med de tidigare kommunerna Casasco d'Intelvi och Castiglione d'Intelvi den nya kommunen Centro Valle Intelvi. Den tidigare kommunen hade 1 832 invånare (2017).